# Große Träume, große Häuser
Große Träume, große Häuser (Originaltitel: Grand Designs) ist eine Dokumentarfilm-Serie, die seit dem Jahr 1999 in Großbritannien von Talkback Thames für Channel 4 produziert wird.
In jeder Episode wird ein ungewöhnliches privates Bauprojekt begleitet, seit Beginn der Serie 1999 präsentiert vom britischen Designer und Autor Kevin McCloud.

## Ausstrahlung im deutschsprachigen Raum
Die Serie war in der deutschen Übersetzung ab dem 3. September 2006 auf DMAX in unregelmäßigen Abständen am Sonntagvormittag zu sehen.
Die Ausstrahlung der Serie endete dort am 9. Januar 2011 und es wurden über die Jahre nur Staffel 5 bis 7 sowie das Spin-off „Abroad“ gesendet.
Sämtliche „Revisited“-Episoden, bei denen ein früheres Projekt nochmals besucht wurde, sind allerdings nicht gezeigt worden, auch von jenen Projekten aus Staffel 5 und „Abroad“, die bereits auf DMAX zu sehen waren.
Die Folge The Birmingham Church aus der 7. Staffel wurde ebenfalls nicht gezeigt.
Auf RTL Living wird seit dem 26. August 2014 die Serie unter dem englischen Originaltitel Grand Designs ausgestrahlt, beginnend mit der 11. Staffel.
Mittlerweile sind über RTL Living bzw. Amazon Prime Staffel 11 bis 23 sowie die Zusammenfassung der Staffel 1 auf Deutsch abrufbar. Wann und ob die dort fehlenden Staffeln 2–10 in Deutsch zur Verfügung stehen werden, ist nicht bekannt. (Stand Juli 2023)

## Episoden und Spin-offs
Neben der Hauptserie, die mittlerweile über 200 Episoden umfasst, gibt es diverse Spin-off-Reihen, unter anderem gibt es auch Ableger in Neuseeland und Australien.

### Abroad (2004)
- Eine Villa in Weiß (Modernist Villa)
- A la Francaise (House from Straw)
- Ein Landsitz in Apulien (Masseria Impisi: An Artists’ Retreat)
- Landleben in Frankreich („19th Century Manor House“)
- Das Gotteshaus (Church Conversion)
- Ein Kastell von 1000 Jahren (The Tuscan Castle)
- Ein Chalet in den Alpen (300 Year Old Chalet)
- Ein Schmuckstück in Alicante (Florida Villa)

### Staffel 5 (2005)
- Space-Design mit Schiebedach (The Sliding Glass Roof House“ – „Urban Space Pod)
- Ein Farmhaus aus dem 16. Jahrhundert (The 16th Century Farmhouse)
- Die finnische Blockhütte (Finnish Log Cabin)
- Die Wohn-Muschel (Shaped Like a Curvy Seashell)
- Die römische Villa (A 21st Century Answer to the Roman Villa)
- Wohnen wie in Miami (The Miami-Style Beach House)
- Öko-Box mit Flair (The Eco-House)

### Staffel 6 (2006)
- Das Häuschen auf dem See (The Loch House)
- Scheune mit Aussicht (The Contemporary Barn Conversion)
- Das schottische Familienhaus (The Contemporary Cedar Clad Home)
- Der Wasserturm (Water Tower Conversion)
- Das Gartenhaus (Garden House“ – „Mies van der Rohe Inspired House)

### Staffel 7 (2007)
- Von der Burgruine zum Traumhaus (The 14th Century Castle) - Spezial -
- Das Reethaus (The Thatched Cottage)
- Ein Hausboot ohne Plan (The Eco-Barge)
- Das Luxus-Penthouse (The Bournemouth Penthouse)
- Das Art Déco-Haus (The Art Deco House)
- Ein Öko-Haus für Aussteiger (The Cambridgeshire Eco Home)
- Zwei Holzhäuser auf einen Streich (The Glass & Timber House)